# Darkovac
Darkovac falu Horvátországban, Pozsega-Szlavónia megyében. Közigazgatásilag Cseglényhez tartozik.

## Fekvése
Pozsegától légvonalban 26, közúton 38 km-re keletre, községközpontjától  légvonalban 2, közúton 5 km-re északkeletre, a Krndija-hegység déli lejtőin fekszik. 

## Története
A 19. század végén keletkezett német anyanyelvű lakosság betelepítésével. 1900-ban 69, 1910-ben 228 lakosa volt a településnek. Az 1910-es népszámlálás szerint lakosságának 92%-a német, 4-4%-a horvát és magyar anyanyelvű volt. Pozsega vármegye Pozsegai járásának része volt. Az első világháború után 1918-ban az új szerb-horvát-szlovén állam, majd később (1929-ben) Jugoszlávia része lett. 1944-ben a partizánok a német lakosságot elüldözték, házaikba a háború után szerbeket telepítettek. 1991-től a független Horvátországhoz tartozik. 1991-ben lakosságának 83%-a szerb, 8-8%-a szlovák és szlovén nemzetiségű volt. 2011-ben a településnek 16 lakosa volt.

## Lakossága
| Lakosság változása | Lakosság változása | Lakosság változása | Lakosság változása | Lakosság változása | Lakosság változása | Lakosság változása | Lakosság változása | Lakosság változása | Lakosság változása | Lakosság változása | Lakosság változása | Lakosság változása | Lakosság változása | Lakosság változása | Lakosság változása |
| ------------------ | ------------------ | ------------------ | ------------------ | ------------------ | ------------------ | ------------------ | ------------------ | ------------------ | ------------------ | ------------------ | ------------------ | ------------------ | ------------------ | ------------------ | ------------------ |
| 1857               | 1869               | 1880               | 1890               | 1900               | 1910               | 1921               | 1931               | 1948               | 1953               | 1961               | 1971               | 1981               | 1991               | 2001               | 2011               |
| 0                  | 0                  | 0                  | 0                  | 69                 | 228                | 291                | 272                | 59                 | 62                 | 65                 | 38                 | 20                 | 12                 | 14                 | 16                 |